# Festival Internacional de Cine de Venecia de 1997
La 54.ª edición del Festival Internacional de Cine de Venecia tuvo lugar entre el 27 de agosto y el 6 de septiembre de 1997.

## Jurados
Las siguientes personas fueron seleccionadas para formar parte del jurado de esta edición:
Sección oficial
- Jane Campion (Presidenta)
- Ronald Bass
- Véra Belmont
- Peter Buchka
- Nana Dzhordzhadze
- Idrissa Ouédraogo
- Charlotte Rampling
- Shinya Tsukamoto
- Francesco Rosi

Cortometrajesː
- Marco Bellocchio (Presidente)
- Clare Peploe
- Olivier Assayas

## Películas

### Selección oficial

#### En Competición
Las películas siguientes compitieron para el León de Oro:
| Título en España              | Título original               | Director(es)                                                                          | País            |
| ----------------------------- | ----------------------------- | ------------------------------------------------------------------------------------- | --------------- |
| A ciegas                      | A ciegas                      | Daniel Calparsoro                                                                     | España          |
| La caja china                 | Chinese Box                   | Wayne Wang                                                                            | EE. UU.         |
| Limpieza en seco              | Nettoyage à sec               | Anne Fontaine                                                                         | Francia         |
| Flores de fuego               | Hana-bi                       | Takeshi Kitano                                                                        | Japón           |
| Los años dorados              | Ovosodo                       | Paolo Virzì                                                                           | Italia          |
| Juego sucio                   | The Informant                 | Jim McBride                                                                           | Irlanda         |
| Keep Cool                     | You hua hao hao shuo          | Zhang Yimou                                                                           | China           |
| Historias de amor             | Historie milosne              | Jerzy Stuhr                                                                           | Polonia         |
| Niagara, Niagara              | Niagara, Niagara              | Bob Gosse                                                                             | EE. UU., Canadá |
| Después de una noche          | One Night Stand               | Mike Figgis                                                                           | EE. UU.         |
| Ossos                         | Ossos                         | Pedro Costa                                                                           | Portugal        |
| A Ostra e o Vento             | A Ostra e o Vento             | Walter Lima Jr.                                                                       | Brasil          |
| Giro di lune tra terra e mare | Giro di lune tra terra e mare | Giuseppe M. Gaudino                                                                   | Italia          |
| El séptimo cielo              | Le Septième ciel              | Benoît Jacquot                                                                        | Francia         |
| Vor. El ladrón                | Vor                           | Pável Chujrái                                                                         | Rusia           |
| I vesuviani                   | I vesuviani                   | Pappi Corsicato, Antonio Capuano, Antonietta de Lillo, Stefano Incerti, Mario Martone | Italia          |
| Lucha de fieras               | Combat de fauves              | Benoit Lamy                                                                           | Bélgica         |
| El invitado de invierno       | The Winter Guest              | Alan Rickman                                                                          | Reino Unido     |

#### Fuera de competición
Las películas siguientes fueron seleccionadas para ser exhibidas fuera de competición:
Largometrajes
| Título en español   | Título original      | Director(es) | País    |
| ------------------- | -------------------- | ------------ | ------- |
| Desmontando a Harry | Deconstructing Harry | Woody Allen  | EE. UU. |

#### Mezzogiorno
Las siguientes películas fueron exhibidas en la edición de Mezzogiorno:
| Título en España          | Título original           | Director(es)        | País           |
| ------------------------- | ------------------------- | ------------------- | -------------- |
| 100% Arabica              | 100% Arabica              | Mahmoud Zemmouri    | Bélgica        |
| Tunisiennes               | Bent familia              | Nouri Bouzid        | Túnez          |
| Cinque giorni di tempesta | Cinque giorni di tempesta | Francesco Calogero  | Italia         |
| ¡A por el oro!            | Go For Gold!              | Lucian Segura       | España         |
| In the Name of Innocence  | Im Namen der Unschuld     | Andreas Kleinert    | Alemania       |
| Kokkuri                   | Kokkuri-san               | Takahisa Zeze       | Japón          |
| La montagne de Baya       | La montagne de Baya       | Azzeddine Meddour   | Argelia        |
| Enemigos del pasado       | The Locusts               | John Patrick Kelley | Estados Unidos |
| La segunda guerra civil   | The Second Civil War      | Joe Dante           | Estados Unidos |
| True Love and Chaos       | True Love and Chaos       | Stavros Kazantzidis | Australia      |

#### Mezzanotte
Las siguientes películas fueron exhibidas en la edición de Mezzanotte:
| Título en España       | Título original        | Director(es)       | País           |
| ---------------------- | ---------------------- | ------------------ | -------------- |
| Aflicción              | Affliction             | Paul Schrader      | Estados Unidos |
| Air Force One          | Air Force One          | Wolfgang Petersen  | Estados Unidos |
| Cop Land               | Cop Land               | James Mangold      | Estados Unidos |
| El impostor            | Deceiver               | Jonas Pate         | Estados Unidos |
| Heroínas               | Héroïnes               | Gérard Krawczyk    | Francia        |
| Il viaggio della sposa | Il viaggio della sposa | Sergio Rubini      | Italia         |
| Mimic                  | Mimic                  | Guillermo del Toro | Estados Unidos |
| Marquise               | Marquise               | Vera Belmont       | Francia        |

#### Corto Cortissimo
Los siguientes cortometrajes fueron exhibidas en la sección de Corto Cortissimo:
| Título original           | Director                          | País          |
| ------------------------- | --------------------------------- | ------------- |
| Ainsi soit-il             | Joseph Gaï Ramaka                 | Francia       |
| A Moment Passing'         | Charlie De Salis                  | Nueva Zelanda |
| Enigma de um Dia          | Joel Pizzini                      | Italia        |
| I racconti di Baldassarre | Eros Puglielli                    | Italia        |
| Jingle Bells              | Olivier Peyon                     | Francia       |
| Lei mi vide cosí          | Roberto Nanni                     | Italia        |
| L'ombre portée            | Raphaël O'Byrne                   | Francia       |
| Mocking the Cosmos        | Jeff Stanzler                     | EE. UU.       |
| Parabéns                  | João Pedro Rodrigues              | Portugal      |
| Que Sera                  | Luis Gerard                       | Puerto Rico   |
| Rastros                   | Diego Muñoz                       | México        |
| Sabrya                    | Abderrahmane Sissako              | Túnez         |
| Sebastiano                | Giovanni Andreotta                | Italia        |
| Tango Berlín              | Florian Gallenberger, German Kral | Alemania      |
| The flicker               | Kazuhiro Soda                     | EE. UU.       |

### Secciones independientes

#### Semana Internacional de la Crítica
Las películas siguientes fueron seleccionadas para la 11.ª Semana Internacional de la Crítica del Festival de Cine de Venecia:
| Título en España             | Título original             | Director(es)       | País        |
| ---------------------------- | --------------------------- | ------------------ | ----------- |
| The Iron Heel of Oligarchy   | Zheleznaya pyata oligarkhii | Aleksandr Bashirov | Rusia       |
| La quinta estación           | Fasl-e panjom               | Rafi Pitts         | Irán        |
| Gummo                        | Gummo                       | Harmony Korine     | EE. UU.     |
| Marie from the Bay of Angels | Marie Baie des Anges        | Manuel Pradal      | Francia     |
| Innocence                    | Masumiyet                   | Zeki Demirkubuz    | Turquía     |
| Dance of the Wind            | Swara Mandal                | Rajan Khosa        | India       |
| To Die for Tano              | Tano da morire              | Roberta Torre      | Italia      |
| Unmade Beds                  | Unmade Beds                 | Nicholas Barker    | Reino Unido |

### Officina veneciana
Fiction
| Título español      | Título original                           | Director            | País     |
| ------------------- | ----------------------------------------- | ------------------- | -------- |
| Alors voilà         | Alors voilà                               | Michel Piccoli      | Francia  |
| Der Tag des Malers  | Der Tag des Malers                        | Werner Nekes        | Alemania |
| Historias del metro | SUBWAYStories: Tales from the Underground | Diversos directores | EE. UU.  |

Documental
| Título español       | Título original      | Director            | País     |
| -------------------- | -------------------- | ------------------- | -------- |
| 4 Little Girls       | 4 Little Girls       | Spike Lee           | EE. UU.  |
| Das Jahr nach Dayton | Das Jahr nach Dayton | Nikolaus Geyrhalter | Alemania |
| Kippur               | Kippur               | Amos Gitai          | Israel   |
| Belgrade Follies     | Poludeli ljudi       | Goran Markovic      | Serbia   |

Documental
| Título español       | Título original      | Director            | País     |
| -------------------- | -------------------- | ------------------- | -------- |
| 4 Little Girls       | 4 Little Girls       | Spike Lee           | EE. UU.  |
| Das Jahr nach Dayton | Das Jahr nach Dayton | Nikolaus Geyrhalter | Alemania |
| Kippur               | Kippur               | Amos Gitai          | Israel   |
| Belgrade Follies     | Poludeli ljudi       | Goran Markovic      | Serbia   |

## Premios

### Sección oficial-Venecia 54
Las siguientes películas fueron premiadas en el festival:
- León de Oro a la mejor película: Flores de fuego de Takeshi Kitano
- Premio especial del Jurado: Los años dorados de Paolo Virzi
- Copa Volpi al mejor actor: Wesley Snipes de Después de una noche
- Copa Volpi a la mejor actriz: Robin Tunney de Niagara, Niagara
- Premio Osella al mejor guion: Gilles Taurand por Limpieza en seco
- Premio Osella a la mejor fotografía: Emmanuel Machuel por Ossos
- Premio Osella a la mejor BSO: Graeme Revell por La caja china
- León de Oro a la trayectoria: 
  - Gérard Depardieu
  - Stanley Kubrick
  - Alida Valli
- Medalla de oro del Presidente del Senado italiano: Pável Chujrái por Vor. El ladrón
- Premio Luigi de Laurentis: Tano da morire de Roberta Torre
- Premio Internacional del jurado joven: Vor. El ladrón de Pável Chujrái

### Otros premios
Las siguientes películas fueron premiadas en otros premios de la edición: 
- Premio FIPRESCI:
  - Mejor película: Historias de amor de Jerzy Stuhr
  - Sección paralela: Twentyfourseven de Shane Meadows

Mención especialː Gummo de Harmony Korine
- Premio OCIC: El invitado de invierno de Alan Rickman

Mención especialː Historias de amor de Jerzy Stuhr
Mención especialː Bent Familia de Nouri Bouzid
- Premio UNICEF: Vor. El ladrón de Pável Chujrái
- Premio UNESCO: La strana storia di Banda Sonora de Francesca Archibugi
- Premio Pasinetti:
  - Mejor película: Giro di lune tra terra e mare de  Giuseppe M. Gaudino
  - Mejor actor: Edoardo Gabbriellini por Los años dorados
  - Mejor actriz:  Emma Thompson por El invitado de invierno
- Premio Pietro Bianchi: Bernardo Bertolucci
- Premio Isvemaː Giro di lune tra terra e mare de  Giuseppe M. Gaudino
- Premio FEDIC: Tano da morire de Roberta Torre

Mención especialː Amleto... frammenti de Bruno Bigoni
- Pequeño León de Oro: Los años dorados de Paolo Virzi
- Premio Anicaflash: Historias de amor de Jerzy Stuhr
- Premio Elvira Notari: Bent Familia de Nouri Bouzid
- Premio Bastone Bianco: Alors voilà de Michel Piccoli
- Premio Sergio Trasatti: 
  - Historias de amor de Jerzy Stuhr
  - In memoriam Gyöngyössy Imre de Barna Kabay
- Premio CinemAvvenire: El invitado de invierno de Alan Rickman
- Premio Kodak: Tano da morire de Roberta Torre
- Premio Enzo Serafin: Los años dorados de Italo Petriccione